# Máximo Espinoza Galarza
Máximo Espinoza Galarza fue un político peruano.
Fue elegido diputado por Junín en las elecciones de 1956 en los que salió elegido Manuel Prado Ugarteche. Su mandato se vio interrumpido días antes de que terminara por el golpe de Estado realizado por los generales Ricardo Pérez Godoy y Nicolás Lindley. En 1980 intentó su elección como senador sin éxito.